# Igor Jakowienko
Igor Aleksandrowicz Jakowienko (ros.: Игорь Александрович Яковенко; ur. 13 marca 1951 roku w Moskwie) – rosyjski dziennikarz, były sekretarz generalny Związku Dziennikarzy Rosji. W 1976 roku ukończył studia na wydziale filozoficznym Moskiewskiego Uniwersytetu Państwowego. Od 1988 do 1990 roku pracował jako wykładowca filozofii. Jednocześnie pełnił funkcje redaktora w czasopiśmie Komitetu Centralnego Komunistycznej Partii Związku Radzieckiego „Dialog”. 12 czerwca 1990 roku ustąpił ze składu KPZR. W latach 1993–1995 był deputowanym do Dumy Państwowej Federacji Rosyjskiej z ramienia partii Jabłoko. W 1995 został redaktorem naczelnym czasopisma „Rubieży” (ros.: «Рубежи»). W maju 1998 na VI zjeździe Związku Dziennikarzy Rosji (ZDR) obrano Igora Jakowienki na sekretarza generalnego tej największej organizacji dziennikarskiej Rosji. Będąc na tym stanowisku, Jakowienko prowadził walkę o niepodległość prasy i głośno potępiał kroki Kremla w kierunku likwidacji nezależnych mediów w Rosji, co spowodowało jego zwolnienie ze stanowiska sekretarza ZDR w dniu 12 lutego 2009 roku. Obecnie na czele ZDR stoi prokremlowski przewodniczący Wsiewołod Bogdanow.